# Twardów
Twardów (prononciation : [ˈtfarduf]) est un village polonais de la gmina de Kotlin dans le powiat de Jarocin de la voïvodie de Grande-Pologne dans le centre-ouest de la Pologne.
Il se situe à environ 5 kilomètres au nord de Kotlin (siège de la gmina), à 10 kilomètres à l'est de Jarocin (siège du powiat) et à 70 kilomètres au sud-est de Poznań (capitale régionale).

## Histoire
De 1975 à 1998, le village faisait partie du territoire de la voïvodie de Kalisz.

Depuis 1999, Twardów est situé dans la voïvodie de Grande-Pologne.
C'est dans ce village qu'est né, le 23 mars 1911, Józef Matuszewski, médiéviste polonais qui fut en 1936 admis à l'École nationale des chartes au titre d'élève étranger.